# P Eridani
P Eridani (Gliese 66) is een dubbelster in het sterrenbeeld Eridanus op 26,72 lichtjaar van de Zon. Het stelsel bestaat uit twee type K Oranje dwergen (HR 486 en HR 487) en heeft een baansnelheid rond het galactisch centrum van 22,8 km/s.